# Дегабриэле, Юрген
Юрген Дегабриэле (мальт. Jurgen Degabriele; род. 10 октября 1996, Пьета, Мальта) — мальтийский футболист, нападающий клуба «Хибернианс» и сборной Мальты.

## Биография

### Клубная карьера
Воспитанник клуба «Хибернианс». В его составе и начал профессиональную карьеру в 2013 году. Начиная с сезона 2014/15 стал одним из основных игроков команды и в том же сезоне впервые выиграл с клубом чемпионат Мальты. В дальнейшем повторил это достижение в сезоне 2016/17.

### Карьера в сборной
Впервые был вызван в сборную Мальты в ноябре 2017 года на товарищеский матч со сборной Эстонии, но на поле не вышел. Дебютировал за Мальту в 2018 году сыграв в двух товарищеских матчах со сборными Армении (29 мая) и Грузии (1 июня). 3 сентября 2020 года в матче Лиги наций УЕФА против Фарерских островов (2:3) забил свой первый гол за сборную.

## Достижения
«Хибернианс»
- Чемпион Мальты (2): 2014/15, 2016/17
- Обладатель Суперкубка Мальты: 2015